# جيمس إف. كاري
جيمس إف. كاري هو سياسي أمريكي، ولد في 19 أغسطس 1867، وتوفي في 31 ديسمبر 1938. نشط حزبياً في Social Democratic Party of America ‏. وقد انتخب عضو مجلس نواب ماساتشوستس ‏.